# Менхивар Очоя, Рафаэль
Рафаэль Менхивар Очоя (исп. Rafael Menjívar Ochoa; 17 августа 1959, Сан-Сальвадор, Сальвадор — 27 апреля 2011, там же) — сальвадорский писатель, журналист и переводчик.

## Биография
Рафаэль Менхивар Очоа родился в Сан-Сальвадоре 17 августа 1959 года. Его отец, экономист Рафаэль Менхивар Ларин, был ректором Сальвадорского университета. Во время диктатуры, установившейся в 1972 году, он был сослан в Никарагуа. В январе 1973 года его семья переехала в Коста-Рику, где писатель снова встретился с отцом. В 1976 году они поселились в Мехико. В этомо городе Рафаэль Менхивар Очоа прожил в течение остальных двадцати лет. Учился музыке, изучал театр и английскую литературу. В 1999 году переехал в Сальвадор, где в 2001 году стал литературным агентом. В том же году основал дом писателя, проект по подготовке молодых писателей, расположенный в она доме писателя Саларруэ. Вместе с Орасио Кастельянос-Мойя, Ясинтой Шилдс и Мигелем Уэсо-Мишко, принадлежит к «поколению циников», или «поколению разочарованных», чья писательская деятельность началась во время гражданской войны в Сальвадоре. Он был гражданским мужем сальвадорской поэтессы Крисмы Мансия.